# マイコール
マイコール株式会社（英称:Mycoal.co.ltd）は、栃木県栃木市に本社を置く、カイロや温熱製品を手掛けていたメーカー。日本カイロ工業会に加盟していた。オンパックスブランドのカイロは全国的に有名で、特に東日本では高いシェアを持つ。2003年度より家庭用品大手のエステー化学（現・エステー）と国内販売提携し、販路を更に拡大した。2019年4月にエステー子会社のエステーマイコールへカイロ事業を譲渡した。
前身は紙屋商店といって、麻殻から採れる灰に目を付け、主に行火用の灰や行火、カイロ灰を扱っていた。
1978年にオンパックスブランドの使い捨てカイロを発売、1988年には業界に先駆けて、貼るタイプのカイロを発売したことで、シェアが増大した。

## 沿革
- 1894年（明治27年） ‐ 和紙製造業「紙屋商店」として創業[1]。
- 1904年（明治37年）9月 - カイロ灰原材製造業を開始[1]。
- 1949年（昭和24年）12月 ‐ 法人化し「株式会社紙屋商店」を設立[1]。
- 1963年（昭和38年）9月 ‐ ガラス繊維を使用したマイコール固形カイロを発売[1]。
- 1969年（昭和44年）5月 ‐ 「マイコール懐炉株式会社」に社名変更[1]。
- 1977年（昭和57年） - 使い捨てカイロオンパックス製造販売開始[1]
- 1986年（昭和61年）10月 ‐ JIS認定される。
- 1990年（平成2年）12月 ‐ 「マイコール株式会社」に社名変更。
- 1994年（平成6年）4月 ‐ 医療用具製造業の許可を取得。
- 2003年（平成15年）8月 ‐ エステー化学株式会社（現・エステー）と国内販売提携（同時に販売委託を目的に合弁会社設立、2009年3月いっぱいで合弁解消・会社清算しエステーへ販売委託を移行）。
- 2004年（平成16年）7月 ‐ ISO9001認定を取得。
- 2006年（平成18年）3月 ‐ ISO13485承認を取得。
- 2017年（平成29年）12月 - エステーとカイロ事業の譲渡契約を締結。
- 2019年（平成31年）4月 - エステーの子会社エステーマイコールにカイロ事業を譲渡。[2]

## 製造していた主な商品
- オンパックス
- 貼るオンパックス
- 医療用オンパックス
- 足もと用オンパックス
- 腰もみオンパックス

## テレビCM出演者
- 今いくよ・くるよ（オンパックス）
- 三波春夫（貼るオンパックス）
- 大澄賢也（同上）
- 小林幸子（同上）
- 松村邦洋（同上)